# Federico Cesarano
Federico Secondo Cesarano (Pàdua, 5 de juliol de 1886 - Milà, 22 de gener de 1969) va ser un tirador d'esgrima i tirador italià que va competir a començaments del segle xx.
El 1906 va prendre part en els Jocs Intercalats d'Atenes, on guanyà la medalla de bronze en la competició de sabre. També disputà, sense sort, les proves de sabre, tres cops i floret.
El 1920 va prendre part ails Jocs Olímpics d'Anvers, on disputà tres proves del programa d'esgrima. Quedà eliminat en semifinals de la competició de floret i fou desè en la de sabre. En la competició de sabre per equips guanyà la medalla d'or.
El 1924 a París va competir en tir olímpic, sent novè en la competició de fossa olímpica.